# Diritto di asilo
     40.000 Richiedenti asilo
     30.000 Richiedenti asilo
     20.000 Richiedenti asilo
     10.000 Richiedenti asilo
     0 Richiedenti asilo, o dati non disponibili

Richiedenti asilo per paese d'origine nel 2009.
40.000 Richiedenti asilo
30.000 Richiedenti asilo
20.000 Richiedenti asilo
10.000 Richiedenti asilo
0 Richiedenti asilo, o dati non disponibili

Il diritto di asilo (identificato spesso anche con il concetto di asilo politico in greco: ἄσυλον) è un'antica nozione giuridica, in base alla quale una persona perseguitata nel suo Paese d'origine può essere protetta da un'altra autorità sovrana, un Paese straniero, o un santuario religioso (come nel medioevo).
Questo diritto ha le sue radici in una lunga tradizione occidentale, anche se era stato già riconosciuto da Egiziani, Greci, Romani ed Ebrei. Tutti gli stati, in qualsiasi epoca, hanno offerto protezione e immunità a stranieri perseguitati.

## Storia
Con il termine Asylum era indicata in età protostorica la depressione del Campidoglio posta tra l'Arx e il Capitolium propriamente detto, dove oggi è l'attuale piazza del Campidoglio. Il nome Asylum sarebbe da ricondurre alla leggenda di Romolo: sarebbe stato questo il luogo in cui, a chiunque lo avesse raggiunto, la nuova città avrebbe garantito accoglienza e protezione (o dato "asilo"). Presso i Romani il diritto di asilo era esteso anche agli schiavi.
Il diritto d'asilo è un'antica nozione giuridica secondo la quale una persona perseguitata nel proprio paese per via delle proprie opinioni politiche o credenze religiose, poteva ricevere protezione da parte di un'altra autorità sovrana, come un altro Stato o una Chiesa.
Questo diritto ha dunque radici antiche nella tradizione occidentale — anche se era già riconosciuto dagli antichi Egizi, Greci (per i quali era anche una consuetudine di ospitalità), Romani ed Ebrei.
Per esempio, Cartesio ricevette asilo nei Paesi Bassi, Voltaire in Inghilterra e Hobbes in Francia (assieme a molti nobili inglesi durante la Guerra Civile Inglese).

### Antichità

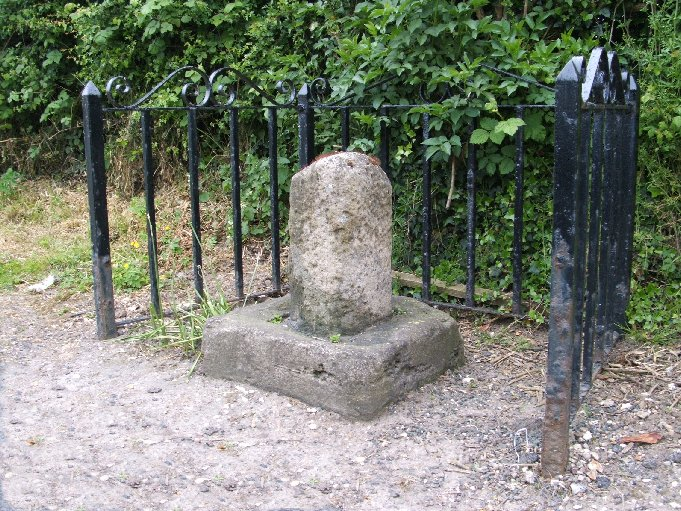
Resti di una delle quattro pietre di confine del santuario di St John of Beverley nell'East Riding dello Yorkshire.

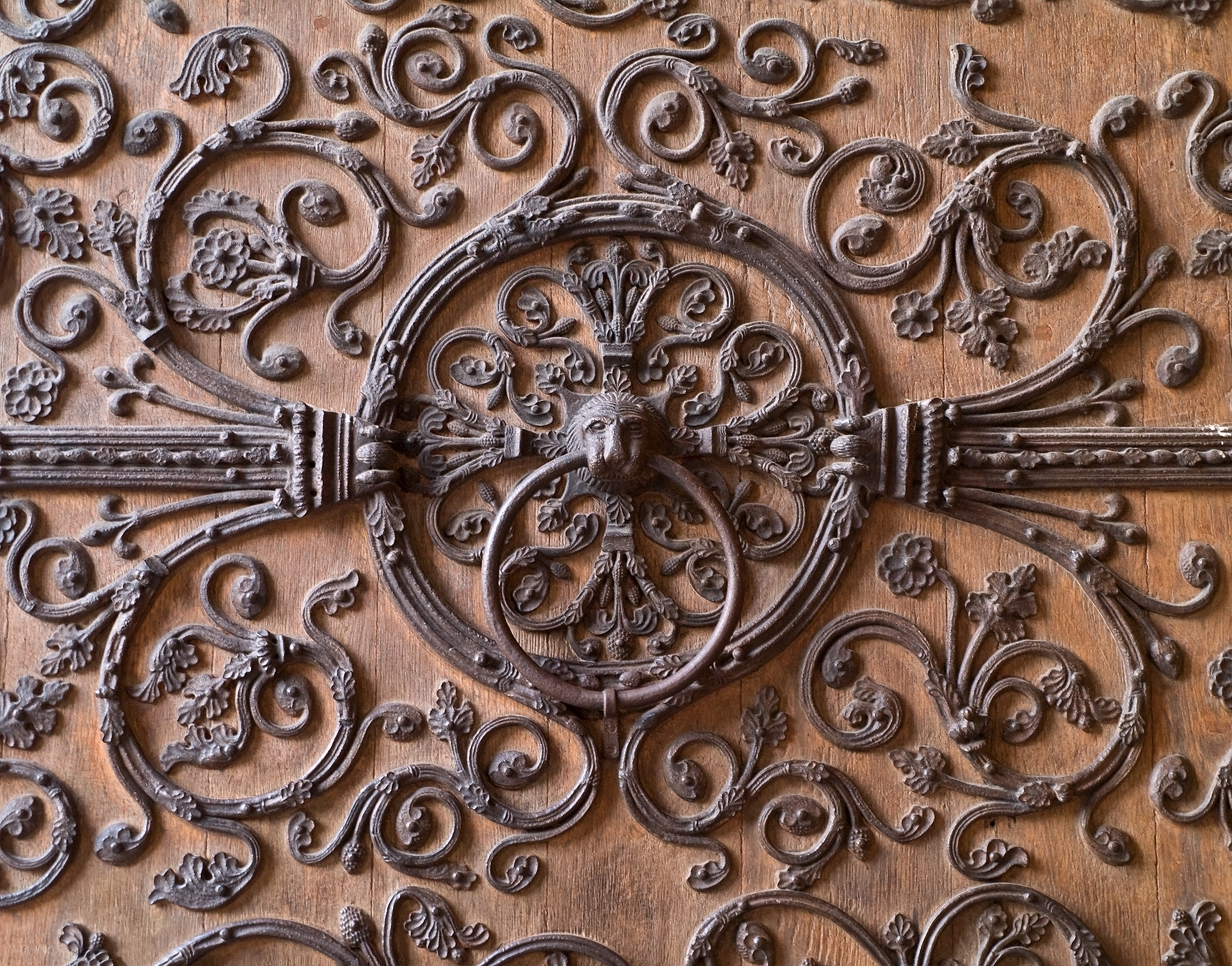
Anelli del santuario su una porta di Notre Dame de Paris

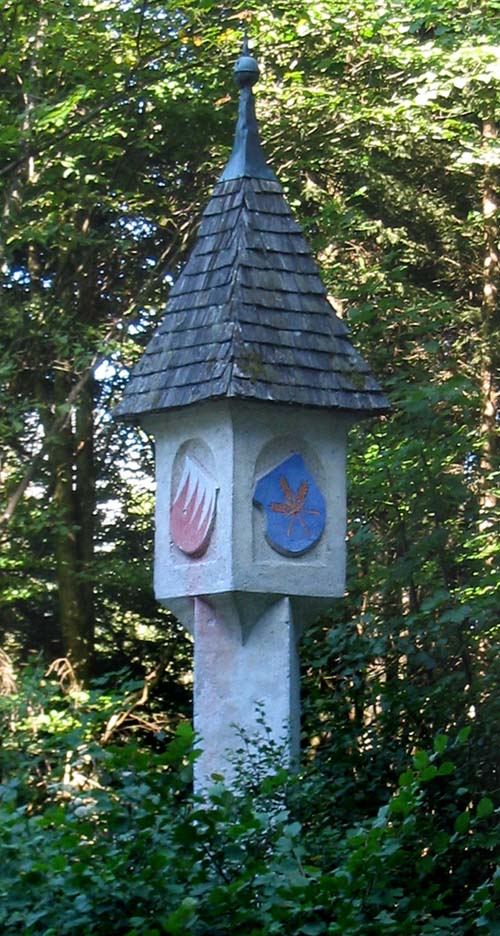
Marcatore di confine medievale dell'abbazia di St. Georgenberg-Fiecht Abbey, Tirolo.

Molti popoli, tra cui Ebrei ed Egizi, i Greci, e i Romani hanno riconosciuto un "diritto d'asilo" religioso per la protezione dalla vendetta personale dei famigliari delle vittime, e una sorta di impunità delle loro condotte. il diritto era circoscritto a luoghi sacri del culto di qualche divinità.

La legge mosaica e la storia del popolo ebraico, come descritte nell'Antico Testamento, limitarono il beneficio di asilo ai colpevoli di omicidio (con l'unica eccezione dei delitti commessi con l'inganno), prescrivendo la valutazione dei singoli casi da parte della potestà del sommo sacerdote e del Consiglio degli Anziani eletti dal popolo.
Scrive Plutarco riferendosi a Roma: «Quando la città ebbe il suo primo insediamento, istituirono un luogo sacro per accogliere i fuggitivi e lo posero sotto la protezione del dio Asilo: vi ricevevano tutti, non restituendo lo schiavo ai padroni, né il povero ai creditori, né l'omicida ai giudici; anzi, proclamavano che in seguito a un responso dell'oracolo di Delfi avrebbero concesso a tutti il diritto di asilo. Presto la città si riempì di abitanti...»
Il diritto d'asilo venne spesso ribadito ed esteso durante l'Impero romano, in particolare durante i regni di Traiano, Augusto, Adriano e Antonino e Marco Aurelio. Ad esempio quest'ultimo ribadì il concetto di diritto di asilo anche per gli schiavi fuggitivi che potevano rifugiarsi presso qualsiasi tempio o statua dell'imperatore.
Questo principio è stato successivamente adottato dalla chiesa cristiana, e diverse norme sono state sviluppate per determinare chi e quanto beneficiasse di una protezione. Al Primo Concilio di Orléans nel 511, in presenza di Clodoveo, l'asilo poteva essere concesso a tutti coloro che si fossero rifugiati in una chiesa, nelle sue dipendenze o nella casa di un vescovo. Questa protezione è stata concessa a assassini, ladri o persone accusate di adulterio. Ma riguardava anche gli schiavi fuggitivi, che non sarebbero stati riconsegnati al proprietario se questi non avesse giurato sulla Bibbia di non essere crudele. Il diritto d'asilo, proprio delle tre religioni abramitiche, è stato confermato da tutti i seguenti Concili ecumenici cristiani.
In Italia, questo principio è stato abolito a metà dell'Ottocento con le leggi Siccardi.

### Inghilterra medievale
Nell'Inghilterra medievale, il re Etelberto del Kent realizzò la prima legge anglo-sassone che regolava l'uso dei santuari circa nell'anno 600 d.C. Nelle leggi del re Etelredo, viene usato il termine grith.
In epoca normanna dopo il 1066 si erano evoluti due tipi di santuario: tutte le chiese costituivano un santuario di livello inferiore (santuario all'interno della chiesa propriamente detta), ma solo le chiese con licenza del re avevano una versione più ampia (santuario in una zona che circonda la chiesa). Ci sono state almeno 22 chiese con statuti di santuario più ampio, tra cui Battle Abbey, Beverley, Colchester, Durham, Hexham, Norwich, Ripon, Wells, la Cattedrale di Winchester, Abbazia di Westminster e York Minster.
A volte il criminale doveva raggiungere la chiesa stessa per essere protetto, e avrebbe potuto dover suonare una certa campana, o indossare un certo anello, o sedersi su una determinata sedia (frith). In altri luoghi, vi era una zona attorno alla chiesa abbaziale, talvolta estesa fino a un miglio e mezzo, demarcata da alcune pietre di confine; alcuni di questi elementi ancora sopravvivono in varie chiese.
I santuari della chiesa erano regolati dal diritto comune. Un richiedente asilo doveva confessare i peccati, consegnare le armi, ed era posto sotto la supervisione del capo della chiesa o di abbazia, dove si era rifugiato. Poi aveva quaranta giorni per fare una delle due scelte: arrendersi alle autorità secolari e affrontare un processo per i presunti crimini, o confessare la colpa ed essere mandato in esilio (abiura) per la via più breve e senza poter tornare senza il permesso del re. Chiunque tornasse dall'abiura avrebbe potuto essere giustiziato dalle autorità e scomunicato dalla Chiesa.
Se l'indagato avesse scelto di confessare la propria colpevolezza e di abiurare, lo avrebbe fatto in una cerimonia pubblica, di solito davanti al cancello del terreno della chiesa. Avrebbe ceduto i suoi beni alla chiesa, e ogni proprietà terriera alla corona. Il coroner, un funzionario medievale, avrebbe quindi scelto una città portuale da cui il fuggiasco avrebbe dovuto lasciare l'Inghilterra (anche se il fuggitivo a volte ebbe egli stesso questo privilegio). Il rifugiato sarebbe partito a piedi nudi e capo scoperto, portando una croce di legno personale come un simbolo di protezione sotto la chiesa. Teoricamente sarebbe rimasto per la strada principale, e arrivato al porto avrebbe preso la prima nave per allontanarsi dall'Inghilterra. In pratica, tuttavia, il fuggitivo, una volta ottenuta una distanza di sicurezza, avrebbe potuto abbandonare il bastone, dileguarsi e cominciare una nuova vita.
Conosciute le opzioni disponibili, alcuni fuggiaschi avrebbero respinto entrambe le scelte, optando per una fuga dal santuario prima dei quaranta giorni. Altri semplicemente non avrebbero scelto fino alla fine del periodo. Dato che era illegale per gli amici della vittima irrompere in un asilo, la chiesa avrebbe privato il fuggitivo di cibo e acqua fino a quando non avesse preso una decisione.
Enrico VIII modificò le regole in materia di asilo, riducendo a un breve elenco i tipi di reati per i quali era permesso richiedere asilo. Il sistema medievale di asilo venne infine abolito interamente da Giacomo I nel 1623.
Durante la Guerra delle due rose, quando una delle due parti dovesse improvvisamente vincere una battaglia, alcuni aderenti della parte perdente avrebbero potuto trovarsi circondati da nemici e non in grado di tornare alla loro parte. In tale situazione si sarebbero quindi precipitati al santuario presso la chiesa più vicina, fino a quando non fosse stato sicuro di uscire. Un primo esempio è la regina Elizabeth Woodville, consorte di Edoardo IV d'Inghilterra.
Nel 1470, quando i Lancaster restaurarono brevemente Enrico VI sul trono, la regina Elizabeth Woodville viveva a Londra con alcune giovani figlie. Si trasferì con loro al santuario dell'Abbazia di Westminster, risiedendovi confortevolmente fino a che Edoardo IV fu rimesso sul trono nel 1471 e dando alla luce il loro primo figlio Edoardo V proprio in quel periodo. Quando re Edoardo IV morì nel 1483, Elizabeth (che era molto impopolare anche con gli York e, probabilmente, aveva bisogno di protezione) prese le sue cinque figlie e il figlio minore (Richard, Duca di York) e nuovamente si spostarono al santuario di Westminster. Per essere sicuri di aver tutti i comfort di casa, si portarono dietro tanti mobili e scrigni che gli operai dovettero fare alcuni buchi alle pareti per spostare tutto abbastanza velocemente.

### Francia dopo la Rivoluzione del 1789
La Francia fu il primo paese a riconoscere in via generale e astratta il diritto all'asilo, sancito dall'articolo 120 della Costituzione del 1793. Per tutto l'Ottocento ed il Novecento gli oppositori degli assolutismi monarchici, presenti in Europa, giovarono del diritto francese di estradare gli stranieri perseguitati per reati d'opinione; ne valsero anche molti anarchici, almeno fino a quando Parigi non si impegnò a partecipare alle azioni di contrasto contro le loro azioni terroristiche.
Il moderno diritto d'asilo francese è riconosciuto dalla Costituzione del 1958, laddove rinvia al paragrafo 4 del preambolo della Costituzione del 1946 (che incorporava parti della Costituzione del 1793 che garantivano il diritto di asilo a "chiunque fosse perseguitato a causa della sua azione per la libertà" e che non è in grado di ottenere protezione nel paese d'origine).
Numerosi esuli dalle dittature sudamericane, in base a queste previsioni, furono oggetto di asilo in Francia negli anni '70 ed '80, così come fu accordata la medesima protezione nel caso in cui il tribunale riconoscesse la natura di reato politico del crimine per il quale era richiesta l'estradizione.
Lungo questo crinale, per oltre un ventennio la Francia divenne uno dei paesi più ospitali per i terroristi di sinistra, specialmente italiani, in base alla dottrina Mitterrand (1985).
Lo sviluppo del terrorismo politico di estrema sinistra, a partire dalla seconda metà del secolo scorso, vide così molti fuggitivi preferire la Francia al tradizionale asilo nei paesi del Patto di Varsavia, in cerca di "santuari", luoghi dove potersi riprendere da ferite, cambiare identità, cercare alleanze.
Vi sono tuttavia anche altri paesi che concedono facilmente asilo ad autori di reati politici.

## Disciplina normativa internazionale
Hanno diritto di asilo i "rifugiati", come definiti sin dai tempi antichi nel diritto delle genti.
Quello di "rifugiato" è uno status attualmente riconosciuto, secondo il diritto internazionale (art. 1 della Convenzione di Ginevra relativa allo status dei rifugiati del 1951), a chiunque si trovi al di fuori del proprio paese e non possa ritornarvi a causa del fondato timore di subire violenze o persecuzioni. Il riconoscimento di tale status giuridico è accordato dai governi che hanno firmato i seguenti accordi - nell'ambito delle Nazioni Unite, ma anche all'interno delle previsioni di specifici trattati regionali - o dall'UNHCR secondo la definizione contenuta nel proprio statuto.

### Normativa ONU
Il diritto d'asilo è sancito dalla Dichiarazione americana dei diritti e dei doveri dell'uomo del 1948 (art. XXVII):;
(Dichiarazione americana dei diritti e dei doveri dell'uomo)
La Dichiarazione universale dei diritti dell'uomo riconosce il diritto d'asilo all'art. 14 come diritto di cercare e di godere in altri paesi di asilo dalle persecuzioni, non invocabile, però, da chi sia realmente ricercato per reati non politici o per azioni contrarie ai fini e ai princìpi delle Nazioni Unite.

#### Convenzione ONU relativa allo status dei rifugiati (Ginevra, 1951)
La Convenzione di Ginevra del 1951 e il Protocollo del 1967 sono alla base del diritto internazionale del rifugiato. Secondo la Convenzione, un rifugiato è un individuo che:
- ha fondato motivo di temere la persecuzione a motivo della sua:
  - discendenza,
  - religione,
  - nazionalità,
  - appartenenza a un particolare gruppo sociale,
  - opinione politica;
- si trova al di fuori del suo paese d'origine; e a) non può o non vuole avvalersi della protezione di quel paese, b) non può o non vuole ritornarvi, per timore di essere perseguitato.

#### Convenzione contro la tortura ed altre pene o trattamenti crudeli, disumani o degradanti (New York, 1984)
La Convenzione contro la tortura e altre pene o trattamenti crudeli, disumani o degradanti (in inglese, United Nations Convention against Torture and Other Cruel, Inhuman or Degrading Treatment or Punishment) è uno strumento internazionale per la difesa dei diritti umani, sotto la supervisione dell'ONU.

### Altre fonti internazionali

#### Americhe
La Convenzione americana dei diritti dell'uomo del 1969, all'art. 22 comma 7, stabilisce che:
(Convenzione americana dei diritti dell'uomo)

##### Dichiarazione di Cartagena (Cartagena, 1984)
La dichiarazione di Cartagena (Colombia) sui rifugiati fu elaborata da rappresentanti di governo e intellettuali messicani e panamensi, in occasione di una crisi internazionale in America Latina, sulla traccia della Convenzione delle Nazioni Unite del 1951 e di cui estende la definizione di rifugiato a coloro i quali fuggono dal loro paese perché la loro vita, la loro sicurezza o la loro libertà è minacciata da violenze generalizzate, un'aggressione straniera, un conflitto interno, massicce violazioni dei diritti umani o altre gravi turbative dell'ordine pubblico.
Non giuridicamente vincolante, la Dichiarazione di Cartagena è stata in più occasioni sostenuta dall'Assemblea Generale dell'Organizzazione degli Stati Americani. La maggior parte dei paesi centro e sud-americani, aderenti alla Convenzione ONU del 1951 e/o al Protocollo aggiuntivo, hanno applicato tale definizione di rifugiato più estensiva, alcuni paesi addirittura recependola nelle legislazioni nazionali.

#### Africa
Nel continente africano la prima trattazione della materia avvenne con la “Convenzione che disciplina determinati aspetti del problema dei rifugiati in Africa” adottata nel 1969 dall'Organizzazione dell'Unità Africana (OUA) che, riconoscendo la Convenzione ONU del 1951 come “lo strumento fondamentale e universale relativo allo status dei rifugiati” e facendone propria la definizione di rifugiato, amplia la definizione stessa e racchiude altre disposizioni non esplicitamente contenute nella Convenzione di Ginevra riguardanti:
- il divieto di respingimento alla frontiera,
- l'asilo,
- l'ubicazione degli insediamenti di rifugiati,
- il divieto per i rifugiati di svolgere attività sovversive,
- il rimpatrio volontario.

Intervenne poi la Carta africana dei diritti dell'uomo e dei popoli, promulgata nel 1981 ed entrata in vigore il 21 ottobre 1986. Essa all'art. 12 comma 3 recita:
(Carta africana dei diritti dell'uomo e dei popoli)

#### Europa

##### Convenzione europea per la salvaguardia dei diritti dell'uomo e delle libertà fondamentali (Roma, 1950)
La Convenzione europea per la salvaguardia dei diritti dell'uomo e delle libertà fondamentali (CEDU) è un trattato internazionale redatto dal Consiglio d'Europa. Il documento è stato elaborato in due lingue, francese e inglese, i cui due testi fanno egualmente fede. Ha istituito la Corte Europea dei diritti dell'uomo.
La Convenzione è stata firmata a Roma il 4 novembre 1950 ed è entrata in vigore il 3 settembre 1953. È stata ratificata (o vi è stata l'adesione) da parte di tutti i 47 Stati membri (al 22 giugno 2007) del Consiglio d'Europa.
La CEDU è stata poi integrata e modificata da 14 Protocolli aggiuntivi.

##### Unione Europea
La Carta dei diritti fondamentali dell'Unione europea, promulgata nel 2007 ed entrata in vigore il 1º dicembre 2009, all'art. 18 afferma:
(Carta dei diritti fondamentali dell'Unione europea, art. 18.)
Il Regolamento Dublino II (Regolamento CE n. 343/2003), che ha sostituito fra gli stati membri dell'Unione europea la preesistente Convenzione di Dublino del 15 giugno 1990, garantisce a ogni richiedente lo status di rifugiato che la sua domanda sarà esaminata da uno Stato membro dell'Unione europea, in modo da evitare che egli sia successivamente mandato da uno Stato membro all'altro senza che nessuno accetti di esaminare la sua richiesta d'asilo (il problema dei cosiddetti "rifugiati in orbita"). Il Regolamento mira, al contempo, a evitare che i richiedenti asilo godano di una libertà troppo ampia nella individuazione del Paese europeo al quale rivolgere la propria domanda di asilo (cosiddetto "asylum shopping").
I parametri per stabilire la competenza di uno Stato hanno carattere oggettivo e sottintendono il principio che lo Stato membro responsabile dell'esame dell'istanza, indipendentemente da dove la stessa sia stata presentata, è quello in cui è avvenuto l'ingresso, regolare o meno, del richiedente asilo.
Il Regolamento contempla tuttavia anche alcune specifiche regole di competenza volte a salvaguardare l'unità familiare dei richiedenti asilo.
In particolare, se un familiare del richiedente asilo ha a sua volta già presentato in uno Stato membro una domanda di asilo in merito alla quale non è stata ancora presa una decisione, oppure risiede in detto Stato membro come rifugiato già riconosciuto, lo Stato membro in questione è competente anche per l'esame della domanda d'asilo di tale familiare, sempre che l'interessato lo desideri.

Inoltre, se il richiedente asilo è un minore non accompagnato, l'esame della sua domanda di asilo compete allo Stato membro nel quale si trova legalmente un suo familiare, purché ciò sia nel migliore interesse del minore e, in mancanza di un familiare, è competente lo Stato membro in cui il minore ha presentato la domanda d'asilo.
Inoltre, è previsto che qualsiasi Stato membro, anche quando non è competente in applicazione dei criteri vincolanti definiti dal regolamento, può comunque accettare di esaminare una domanda d'asilo per ragioni umanitarie, fondate in parte su motivi familiari o culturali, a condizione che le persone interessate vi acconsentano.
Infine, ciascuno Stato membro ha comunque il diritto sovrano di esaminare una domanda d'asilo che gli sia stata rivolta da un cittadino di un paese terzo, anche se tale esame non gli compete in base ai criteri stabiliti nel regolamento.

## Normativa italiana
In Italia il diritto di asilo è garantito dall'art. 10, comma 3 della Costituzione:
Tale disposizione costituzionale, secondo un recente orientamento della Corte di cassazione inaugurato con la sentenza n. 25028/2005 della sezione prima civile ma non immune da critiche in dottrina, non costituirebbe da sé sola una base giuridica idonea a disciplinare in modo stabile e autonomo il diritto di soggiorno di un richiedente asilo nello Stato, ma offrirebbe, piuttosto, una tutela provvisoria ai richiedenti asilo, che si risolverebbe nel loro diritto di entrare nel territorio dello Stato di ottenere il permesso di soggiornarvi esclusivamente al fine di proporre domanda di riconoscimento del proprio status di rifugiato nei modi e nelle forme previste dalla vigente legislazione ordinaria, e per la sola durata del relativo procedimento. Al termine di tale procedimento, il diritto costituzionale di asilo verrebbe così in ogni caso a estinguersi, o per intervenuta risoluzione, o, nella ipotesi di positiva conclusione del procedimento stesso, perché assorbito da una forma di protezione più ampia e più completa.
Nella pratica, il diritto di asilo è oggi disciplinato dal decreto legislativo n. 251/2007, adottato in attuazione della direttiva europea n. 2004/83/CE, e dal decreto legislativo n. 25/2008, adottato in attuazione della direttiva europea n. 2005/85/CE e successivamente modificato dal Decreto legislativo 3 ottobre 2008 n. 159 e dalla Legge 24 luglio 2009 n. 94.  Le norme sono state modificate dal Decreto legge 4 ottobre 2018, n. 113, in vigore dal giorno dopo.
Il decreto legislativo n. 251/2007 regola, essenzialmente, le condizioni e il contenuto del diritto, mentre il secondo decreto legislativo si occupa degli aspetti procedurali per il suo riconoscimento.
Essenzialmente, il diritto di asilo, come risultante da tale normativa, è oggi previsto, pur con diverso contenuto e diversa intensità, sia per i rifugiati veri e propri, come già definiti dalla convenzione di Ginevra, sia per le persone riconoscibili quali beneficiari di protezione sussidiaria. Essi corrispondono a quelle persone che, pur non essendo rifugiati propriamente intesi, hanno ugualmente esigenza di protezione internazionale, in quanto in caso di rimpatrio, correrebbero un rischio oggettivo di danno grave, quale la sottoposizione a pena di morte, a tortura o altri trattamenti inumani o degradanti, ovvero una minaccia grave e individuale alla loro vita o alla loro persona a causa di una situazione di violenza generalizzata derivante o dovuta a un conflitto armato interno o internazionale. A queste misure individuali, si aggiungono le misure straordinarie di accoglienza per eventi eccezionali, intese come "le misure di protezione temporanea da adottarsi, anche in deroga a disposizioni del presente testo unico, per rilevanti esigenze umanitarie, in occasione di conflitti, disastri naturali o altri eventi di particolare gravità in Paesi non appartenenti all’Unione europea", nei limiti delle risorse preordinate allo scopo.
A seguito del D.L. 113/2018, il permesso di soggiorno per calamità può essere rilasciato dal questore, è valido solo nel territorio nazionale per sei mesi, e consente di svolgere attività lavorativa, ma non può essere convertito in permesso di soggiorno per motivi di lavoro. È attivabile "quando il Paese verso il quale lo straniero dovrebbe fare ritorno versa in una situazione di contingente ed eccezionale calamità che non consente il rientro e la permanenza in condizioni di sicurezza".
La valutazione delle esigenze di protezione internazionale dei richiedenti asilo è oggi demandata, in via amministrativa, alle Commissioni Territoriali per il Riconoscimento della Protezione Internazionale. Si tratta di autorità amministrative (istituite presso le Prefetture di diversi capoluoghi di regione e provincia, ciascuna competente per un distinto ambito geografico) operanti in modo collegiale e composte da quattro membri: un funzionario della carriera prefettizia (che esercita le funzioni di presidente), due funzionari del ruolo del personale dell'Amministrazione civile dell’Interno (altamente qualificati per l’esercizio di funzioni di carattere specialistico e con compiti istruttori) e un rappresentante designato dall'Alto commissariato delle Nazioni Unite per i rifugiati, l'UNHCR.
Tali Commissioni possono riconoscere lo status di rifugiato, riconoscere lo status di protezione sussidiaria, respingere la domanda di protezione o dichiararne la manifesta infondatezza. In presenza di gravi motivi di carattere umanitario, non considerati dalla vigente normativa come legittime ipotesi per l'accesso alla protezione internazionale ma comunque ostativi a un immediato rientro dell'interessato in patria, le Commissioni possono respingere la domanda dello straniero ma nello stesso tempo trasmettere gli atti al Questore territorialmente competente, per il rilascio di un permesso di soggiorno per motivi umanitari.
Al vertice del sistema amministrativo costituito dalle Commissioni Territoriali è posta la Commissione Nazionale per il Diritto di Asilo, la quale ha competenza in materia di revoca e cessazione degli status di protezione internazionale riconosciuti, oltre che compiti di indirizzo e coordinamento delle Commissioni Territoriali, di formazione e aggiornamento dei componenti delle medesime Commissioni, di costituzione e aggiornamento di una banca dati informatica contenente le informazioni utili al monitoraggio delle richieste di asilo, di costituzione e aggiornamento di un centro di documentazione sulla situazione socio-politico-economica dei Paesi di origine dei richiedenti, di monitoraggio dei flussi di richiedenti asilo.
Le decisioni delle Commissioni Territoriali per il Riconoscimento della Protezione internazionale e quelle in materia di cessazione e revoca degli status adottate dalla Commissione Nazionale per il diritto di asilo possono essere impugnate innanzi ai Tribunali ordinari (Sezioni Specializzate in materia migratoria), le cui sentenze in materia possono poi eventualmente costituire oggetto di ricorso per Cassazione.
Secondo l'UNHCR, le domande di asilo presentate in Italia nel 2008 sono state 30.324, e i principali paesi di origine dei richiedenti asilo sono stati, nell'ordine, la Nigeria con 5.333 domande, la Somalia con 4.473 domande, l'Eritrea con 2.739 domande, l'Afghanistan con 2.500 domande e la Costa d'Avorio con 1.844 domande.
Il numero complessivo dei rifugiati riconosciuti residenti in Italia è indicato dall'UNHCR come pari, a giugno 2009, a circa 47.000 persone. A titolo di confronto, può evidenziarsi che i rifugiati accolti in Germania sono circa 580.000, quelli accolti nel Regno Unito 290.000, mentre quelli ospitati nei Paesi Bassi e in Francia sono, rispettivamente, 80.000 e 16.000.

## Nelle opere di finzione
Nell'Inghilterra immaginata dallo scrittore Philip Pullman per la trilogia Queste oscure materie e Il libro della polvere esiste una particolare forma di diritto d'asilo, ovvero l'asilo accademico, che alcuni College avrebbero potuto in passato concedere agli studiosi e che ne avrebbe impedito l'arresto anche al di fuori dell'università. All'inizio di La belle sauvage  solo il Jordan college ha ancora questo privilegio, nel corso di Il regno segreto c'è il rischio che venga abolito.